# Schleifenblumen
Die Schleifenblumen (Iberis) sind eine Pflanzengattung in der Familie der Kreuzblütengewächse (Brassicaceae). Zu ihr gehören mehrere Arten, die beliebte Zierpflanzen für Steingärten sind. Der Verbreitungsschwerpunkt der etwa 30 Arten umfassenden Gattung liegt im Mittelmeerraum.

## Beschreibung

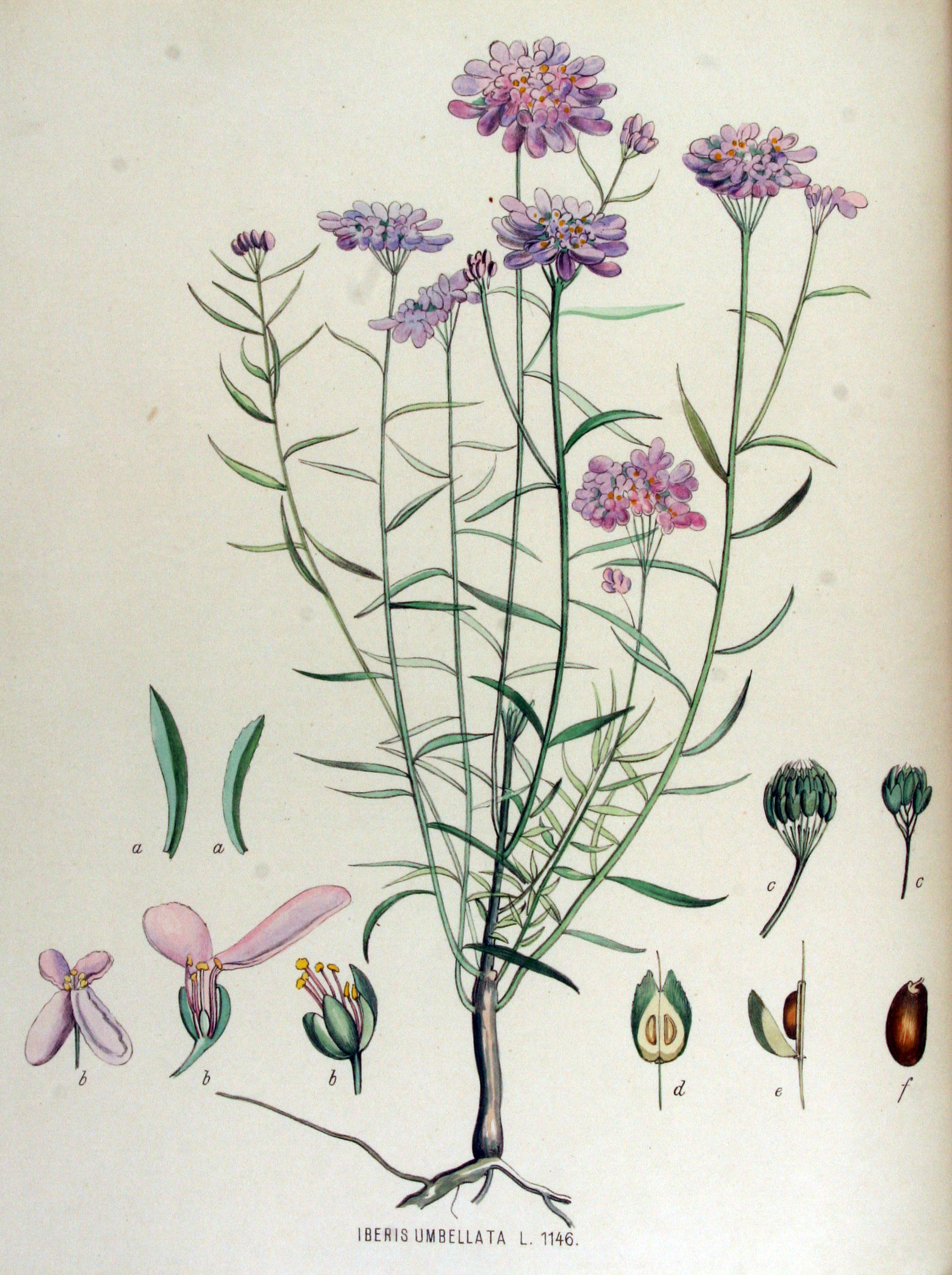
Illustration aus Flora Batava, Volume 15 von Doldige Schleifenblume (Iberis umbellata)

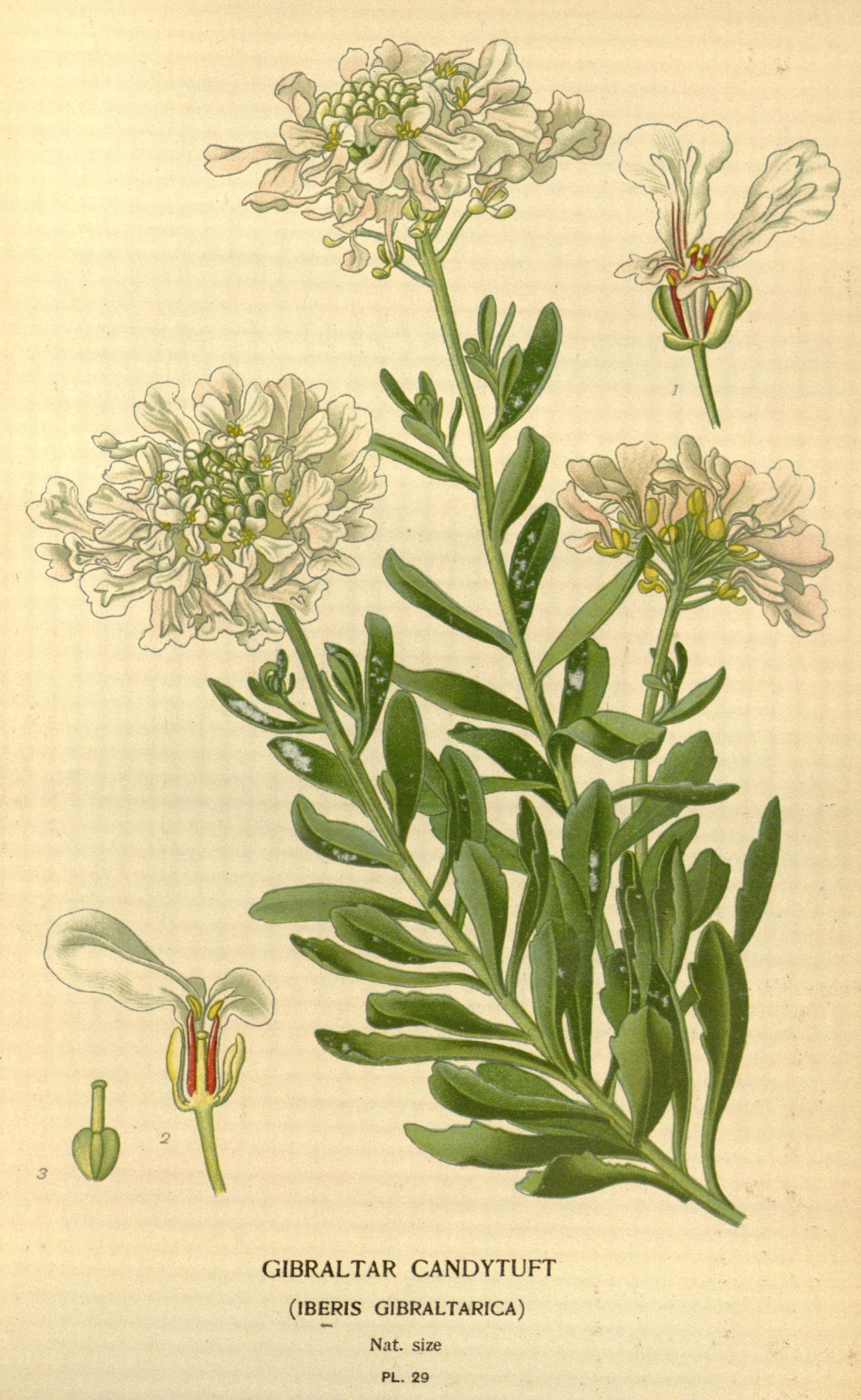
Illustration aus Favourite flowers of garden and greenhouse, Tafel 29 von Iberis gibraltarica

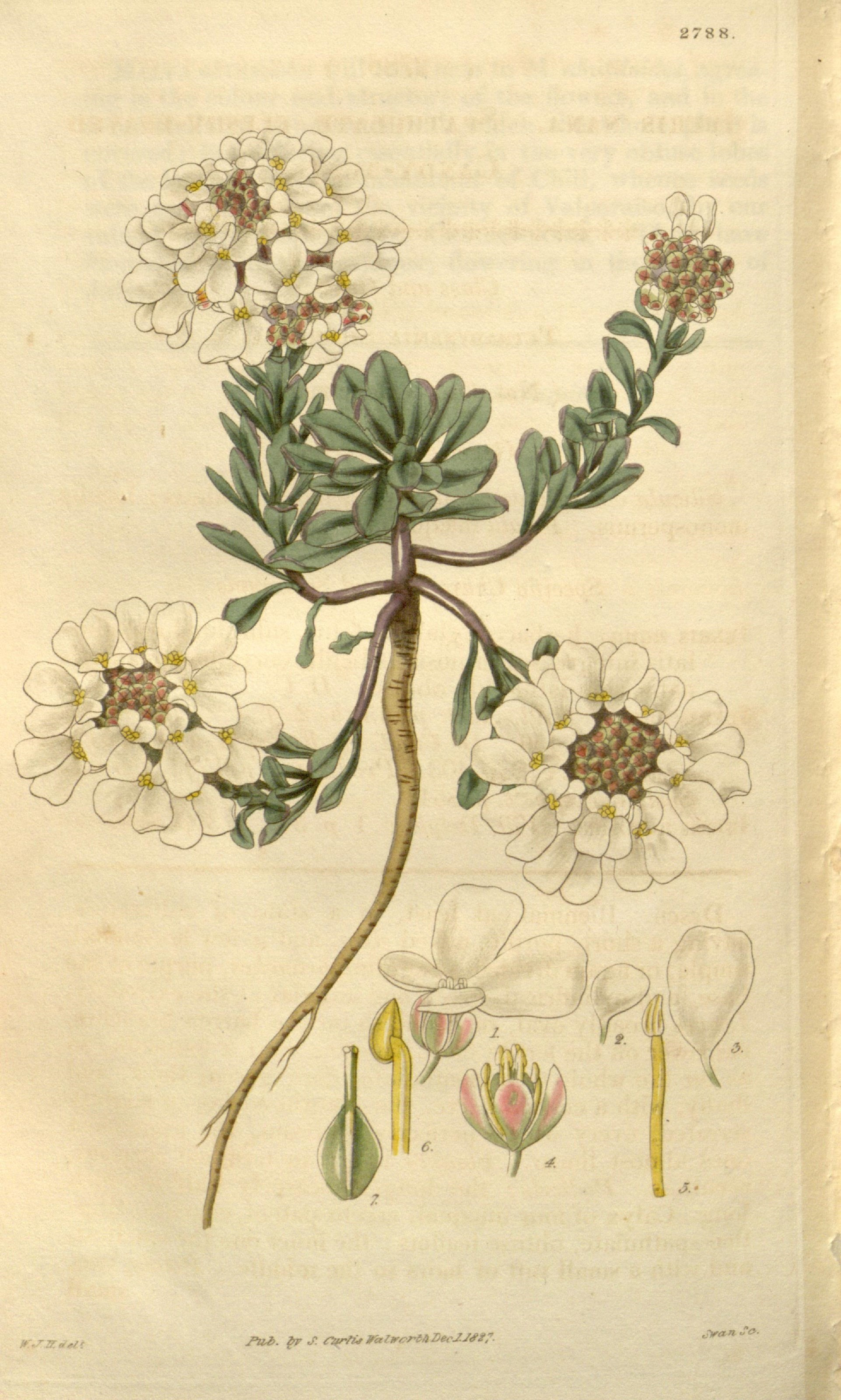
Illustration aus Curtis's Botanical Magazine, Tafel 2788 von Iberis aurosica subsp. nana

### Vegetative Merkmale
Die Schleifenblumen sind einjährige bis ausdauernde krautige Pflanzen oder Zwergsträucher. Sie sind kahl oder besitzen unverzweigte Haare. Ihre Laubblätter sind oft etwas fleischig.

### Generative Merkmale
Die meist schirmtraubigen Blütenständen verlängern sich zu einem traubigen Fruchtstand.
Die zwittrigen Blüten sind vierzählig. Die Kelchblätter sind fast aufrecht. Von den vier weißen, rosafarbenen oder violetten, verkehrt-eiförmigen Kronblättern sind die beiden von der Blütenstandsachse abgewandten oft deutlich vergrößert. Es sind sechs Staubblätter vorhanden. Die Staubbeutel sind länglich bis eiförmig. Der Griffel ist etwa so lang wie der Fruchtknoten.
Die Schötchen sind eiförmig, rundlich oder verkehrt-herzförmig und am oberen Ende meist ausgerandet; die Fruchtklappen sind gekielt oder geflügelt. Pro Frucht werden zwei meist geflügelte Samen gebildet.

## Systematik und Verbreitung

### Taxonomie
Die Gattung Iberis wurde 1753 durch Carl von Linné in Species Plantarum, Tomus 2, Seite 648 aufgestellt. Typusart ist Iberis semperflorens L. Synonyme für Iberis L. sind Arabis Adans. non L., Biauricula Bubani, Metathlaspi E.H.L.Krause.

### Etymologie
Der von Linné gewählte Gattungsname Iberis leitet sich vom lateinischen hiberis für eine als giftig angesehene, der Kresse ähnliche Pflanzensippe ab und wurde aus der älteren Literatur übernommen. Dort wurde er aber nicht immer im heutigen Sinne benutzt und beispielsweise auch für Arten der Gattung Kressen (Lepidium) verwendet. Die älteste Quelle soll die Erwähnung durch Galen sein, der damit eine heilkräftige Pflanzenart aus Spanien („Iberien“) bezeichnete. Ob bereits Dioscurides über Iberis schrieb, ist umstritten. Möglicherweise wurde das entsprechende Kapitel von einem späteren Kopisten eingefügt.

### Äußere Systematik
Die Gattung der Schleifenblumen (Iberis) wird meist zusammen mit der Gattung Bauernsenf (Teesdalia) in die Tribus Iberideae gestellt. Die Verwandtschaft mit morphologisch ähnlichen Gattungen wie Kressen (Lepidium), Hellerkräutern (Thlaspi) oder Hirtentäschel (Capsella) wird durch molekularbiologische Untersuchungen nicht eindeutig gestützt. Diese sprechen eher für eine gemeinsame Abstammung mit den Gattungen Heliophila, Chamira und Löffelkräuter (Cochlearia).

### Arten und ihre Verbreitung
Die Gattung Iberis ist in Südeuropa, Nordafrika, in Vorder- und Zentralasien verbreitet. Wegen ihrer Beliebtheit als Sommerblumen oder Steingartenpflanzen werden einige Arten auch außerhalb ihrer natürlichen Verbreitungsgebiete kultiviert und können in warmgemäßigten Klimazonen gelegentlich verwildern.

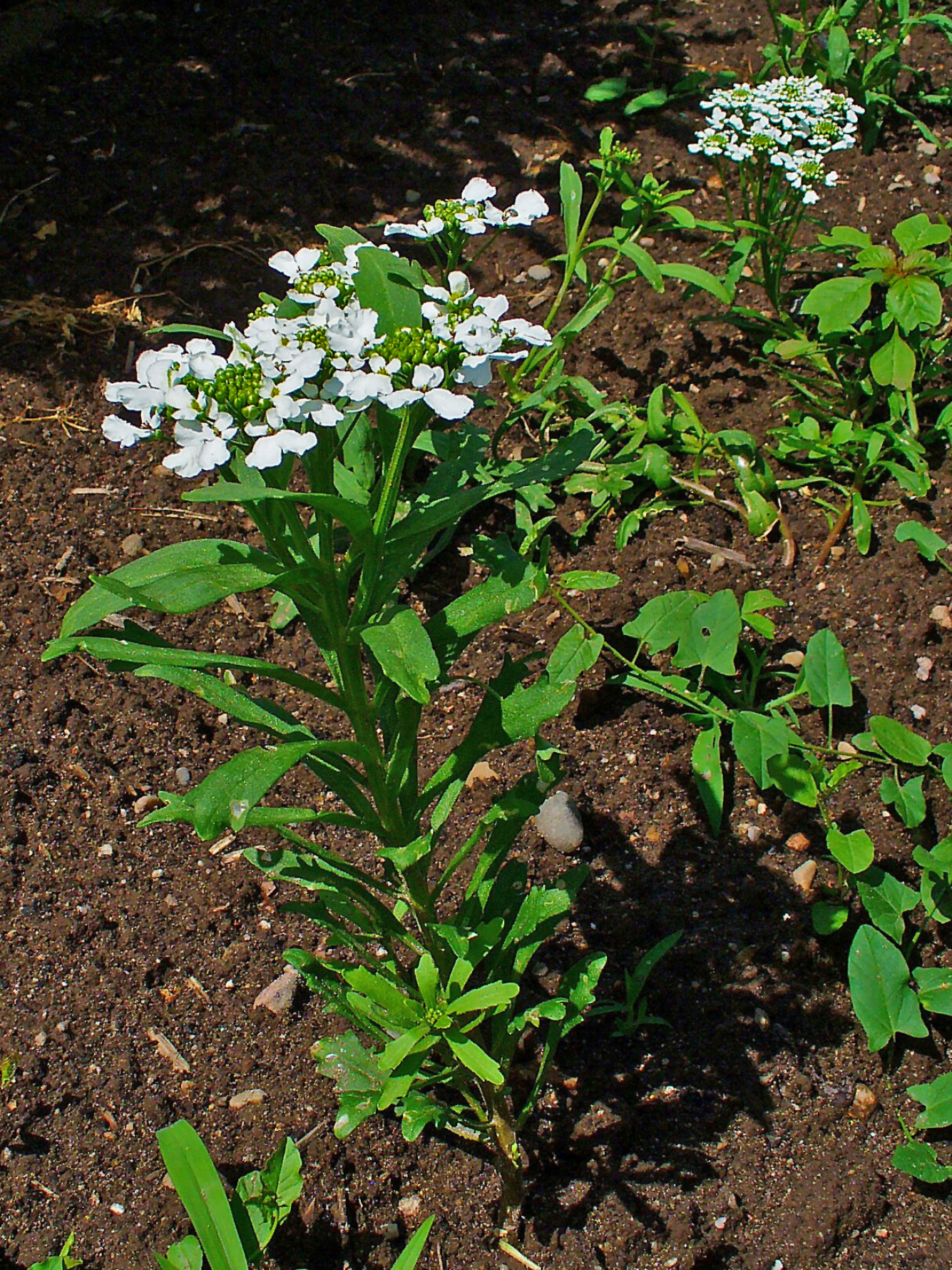
Bittere Schleifenblume (Iberis amara)

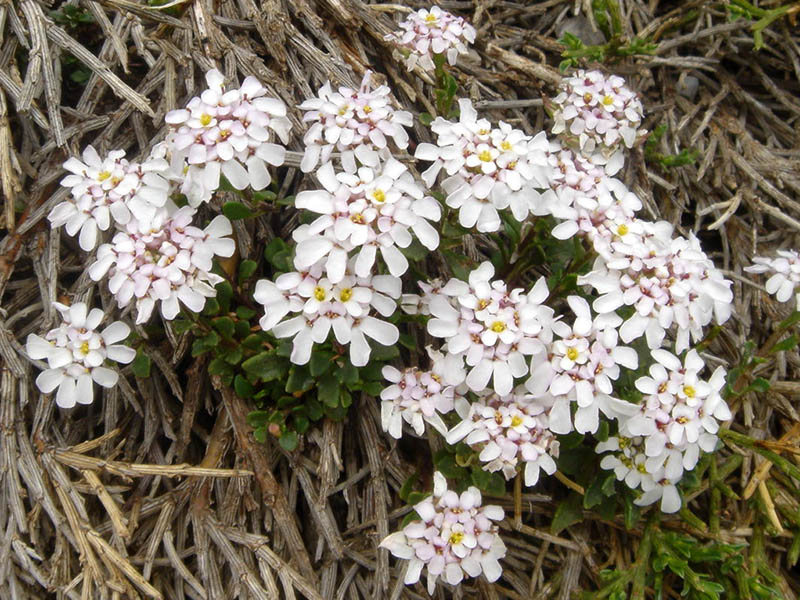
Iberis carnosa subsp. carnosa

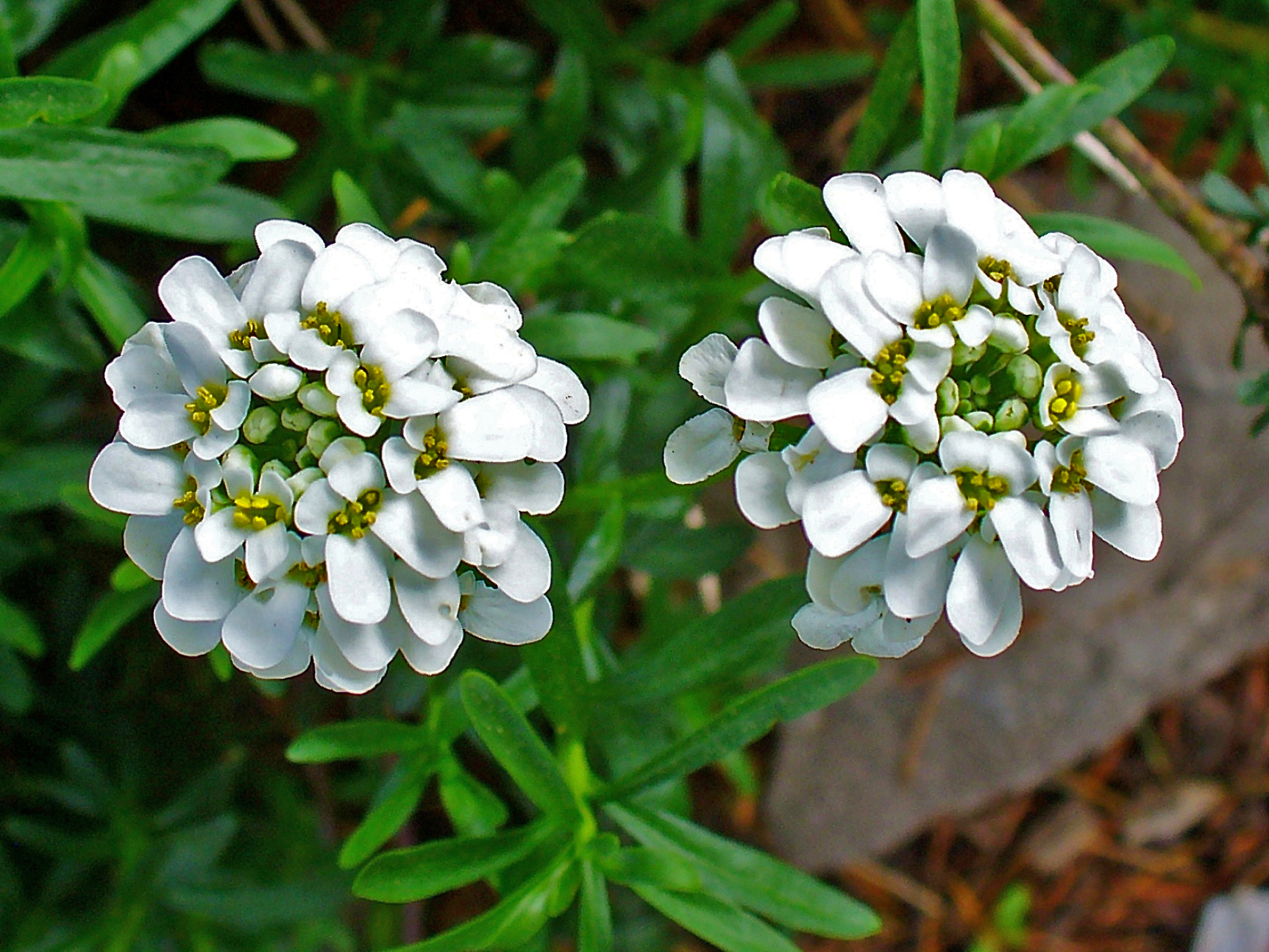
Immergrüne Schleifenblume (Iberis sempervirens)

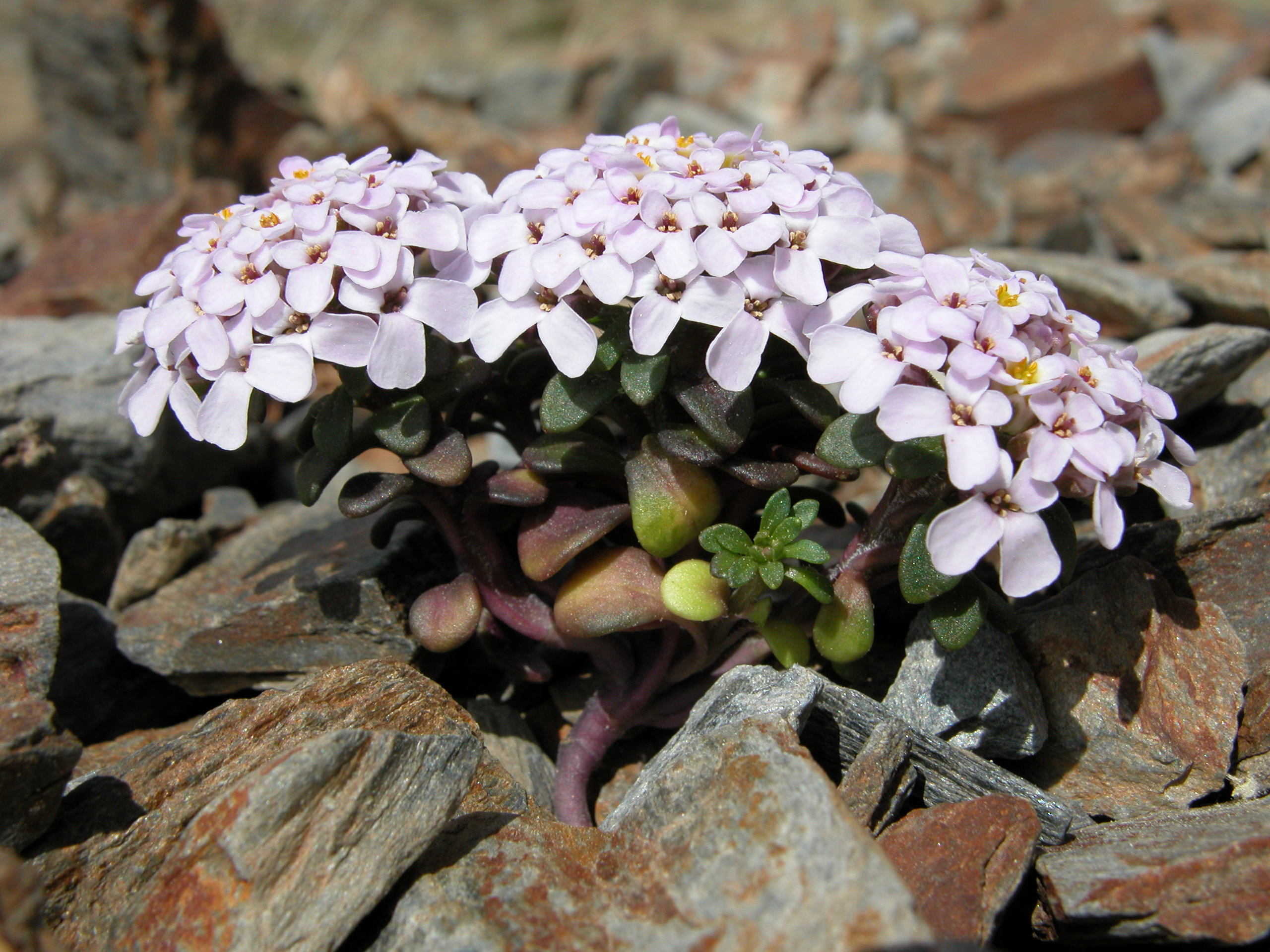
Habitus und Blüten von Niedrige Schleifenblume (Iberis spathulata)

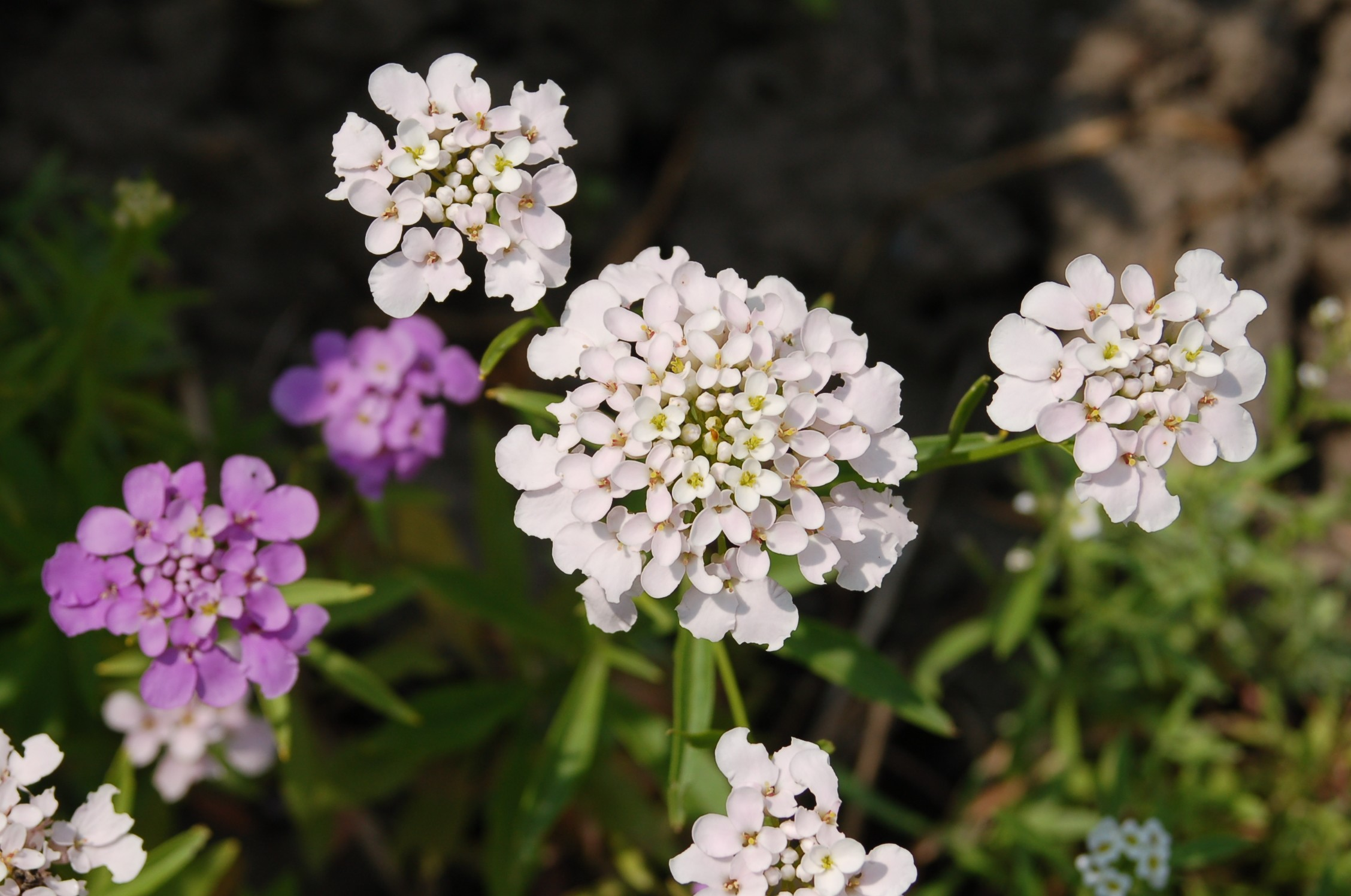
Doldige Schleifenblume (Iberis umbellata)

Je nach Bearbeiter sind 25 und 40 Arten in der Gattung Iberis enthalten:
- Bittere Schleifenblume (Iberis amara L., Syn.: Iberis affinis Jord., Iberis apricorum Giraudias, Iberis arvatica Jord., Iberis bicolor Rchb., Iberis bicorymbifera Gren. & Godr., Iberis ciliata subsp. vinetorum (Pau) Mateo & M.B.Crespo, Iberis contracta subsp. vinetorum (Pau) M.B.Crespo & Mateo, Iberis crenata Lam., Iberis decipiens Jord., Iberis forestieri Jord., Iberis linifolia var. vinetorum (Pau) O.Bolòs & Vigo, Iberis liviensis Sennen, Iberis lusitanica Fisch., C.A.Mey. & Avé-Lall., Iberis martini Timb.-Lagr., Iberis montolivensis Timb.-Lagr., Iberis panduriformis Pourr., Iberis pinetorum Pau, Iberis sabauda Puget, Iberis serotina Sennen, Iberis vinetorum Pau):[2] Sie kommt in Spanien, Frankreich, Belgien, Deutschland, Großbritannien, Italien und in der Schweiz vor. Sie ist in vielen Gebieten der Welt ein Neophyt.[7]
- Iberis atlantica (Litard. & Maire) Greuter & Burdet:[2] Sie kommt in Marokko und in Algerien vor.[6]
- Aurouze-Schleifenblume[8] (Iberis aurosica Chaix): Es gibt zwei Unterarten:[7]
  - Iberis aurosica Chaix subsp. aurosica:[2] Dieser Endemit kommt nur in den Südwestalpen vor.[7]
  - Iberis aurosica subsp. nana (All.) Moreno[2] (Syn.: Iberis candolleana Jord., Iberis epirota Halácsy, Iberis nana All.): Sie kommt im südöstlichen Frankreich, im nordwestlichen Italien und im nordwestlichen Griechenland vor.[7]
- Iberis bernardiana  Gren. & Godr. (Syn.: Iberis bubanii Deville): Dieser Endemit kommt nur in den französischen und spanischen Pyrenäen vor.
- Iberis carica (Bornm.) Prain: Sie kommt in der südwestlichen Türkei vor.[7][6]
- Iberis carnosa Willd. (Syn.: Iberis pruitii Tineo): Sie kommt in Südeuropa und Tunesien vor. Es gibt mehrere Unterarten:[2]
  - Iberis carnosa Willd. subsp. carnosa (Syn.: Iberis aurosica subsp. cantabrica Franco & P.Silva)[2]
  - Iberis carnosa subsp. embergeri (Serve) Moreno[2]
  - Iberis carnosa subsp. granatensis (Boiss. & Reut.) Moreno[2]
  - Iberis carnosa subsp. hegelmaieri (Willk.) Moreno[2]
  - Iberis carnosa subsp. rhomarensis (J.M.Monts.) Valdés & Mateos[2]
  - Iberis carnosa subsp. senneniana (Pau) Dobignard[2]
- Bewimperte Schleifenblume[8] (Iberis ciliata All.): Sie kommt in Südeuropa, Nordafrika und Westasien vor, in Europa. Es gibt etwa drei Unterarten[2]:
  - Iberis ciliata All. subsp. ciliata Syn.: Iberis balansae Jord.[2]
  - Iberis ciliata subsp. contracta (Pers.) Moreno[2]
  - Iberis ciliata subsp. welwitschii (Boiss.) Moreno[2]
- Iberis contracta Pers.: Sie kommt in mehreren Unterarten in Spanien, Portugal und Marokko vor.
- Iberis corifolia Sweet (Syn.: Iberis saxatilis var. corifolia Sims)[2]
- Iberis fontqueri Pau: Dieser Endemit kommt nur in Südspanien vor.
- Iberis gibraltarica L. (Syn.: Iberis dentata Moench, Iberis speciosa Salisb.):[2] Sie kommt in Spanien und Marokko vor.
- Iberis grosii Pau: Sie kommt im südlichen Spanien vor.[7]
- Iberis halophila Vural & H.Duman: Sie wurde 2012 aus der Türkei erstbeschrieben.[7]
- Mittlere Schleifenblume (Iberis linifolia L., Syn: Iberis intermedia Guers.): Sie kommt in drei bis sechs Unterarten in Spanien, Frankreich, in der Schweiz, in Deutschland und im früheren Jugoslawien vor. Darunter:
  - Bopparder Schleifenblume (Iberis linifolia subsp. boppardensis (Jord.) Korneck)
  - Iberis linifolia subsp. stricta (Jord.) Rouy & Foucaud (Syn. Iberis stricta Jord.): Sie kommt nur in Frankreich und Italien vor.[6]
- Iberis nazarita Moreno: Dieser Endemit kommt nur in Südspanien und in Marokko vor.[6]
- Iberis odorata L.: Sie kommt in Griechenland, der Türkei, in Nordafrika, auf den Kanaren und Westasien bis zum Iran vor.[7]
- Iberis pectinata Boiss. & Reut.: Sie kommt ursprünglich in Marokko, Portugal und Spanien vor.[6]
- Iberis peyerimhoffii Maire: Sie kommt nur in Marokko vor.[7]
- Fieder-Schleifenblume (Iberis pinnata L.): Sie kommt ursprünglich in Spanien, Frankreich, Italien, auf den Balearen, im früheren Jugoslawien und auf der Krim vor. Früher kam sie auch in der Schweiz vor. In Deutschland, Tschechien, Österreich, Belgien und Rumänien kommt sie eingeschleppt vor.[7]
- Iberis procumbens Lange: Sie kommt nur in Westportugal und Nordwestspanien vor.
- Iberis runemarkii Greuter & Burdet: Sie kommt nur auf Inseln in der Ägäis vor.[6]
- Felsen-Schleifenblume (Iberis saxatilis L.): Es gibt etwa vier Unterarten:[7]
  - Iberis saxatilis subsp. cinerea (Poir.) Font Quer (Syn.: Iberis cinerea Poir., Iberis latealata Porta & Rigo, Iberis saxatilis var. cinerea (Poir.) Pau, Iberis subvelutina DC., Iberis sampaioana Franco & P.Silva): Sie kommt nur vom zentralen bis südlichen Spanien vor.[7]
  - Iberis saxatilis subsp. magnesiana Oskay: Sie kommt in der Türkei vor.[7]
  - Iberis saxatilis subsp. pseudosaxatilis (Emb. ex Maire) Moreno & M.Velasco[7]
  - Iberis saxatilis L. subsp. saxatilis (Syn.: Iberis garrexiana Scop., Iberis saxatilis var. malacitana Pau, Iberis saxatilis subsp. valentina Mateo & Figuerola, Iberis vermiculata Willd., Iberis zanardinii Vis.): Sie kommt von Spanien über Frankreich, Italien bis zur Schweiz, und ehemaligen Jugoslawien, Bulgarien, Rumänien, bis Griechenland und auf der Krim vor.[7]
- Immerblühende Schleifenblume (Iberis semperflorens L.): Sie kommt ursprünglich in Sizilien und Tunesien vor.[7]
- Immergrüne Schleifenblume (Iberis sempervirens L.)
- Iberis simplex DC. (Syn.: Iberis taurica DC., Iberis oschtenica Kharkev.):[2] Sie kommt in Osteuropa, in Westasien und im Kaukasusgebiet vor.
- Niedrige Schleifenblume (Iberis spathulata DC.): Dieser Endemit kommt nur in Pyrenäen vor.[7]
- Doldige Schleifenblume oder Dolden-Schleifenblume (Iberis umbellata L.): Sie kommt ursprünglich in Frankreich, Italien, Albanien und im früheren Jugoslawien vor.[7]

## Ökologie
Der überwiegend in Südeuropa heimische Karstweißling legt seine Eier in der Schleifenblume ab.